# Södermanlands runinskrifter 344
Runinskrift Sö 344 är en runhäll vid Kiholm och Södertäljevikens västra strand i Västertälje socken och Södertälje kommun, Södermanland. Den är sannolikt ristad mellan 1050 och 1080.
Vägvisningen, skyltningen och anläggningarna har utförts av Kulturhistoriska Föreningen i Södertälje med stöd av Astra Zeneca och Södertälje kommun. Besökare kan parkera vid Lugnet och sedan följa markeringarna för att komma fram till runhällen.

## Inskriften
Translitterering av runraden:
× auþbiarn × auk × sigbiarn ×  kuþbian × þaiʀ × byþr × litu × hakua × stain × þinsa × eftiʀ × biurn × fnþur × sin ...(y)stain
Normalisering till runsvenska:
Auðbiorn ok Sigbiorn [ok] Guðbiorn þæiʀ brøðr letu haggva stæin þennsa æftiʀ Biorn, faður sinn. [Ø]ystæinn.
Översättning till nusvenska:
Ödbjörn och Sigbjörn och Gudbjörn, de bröderna, lät hugga denna sten efter Björn, sin fader. Östen (ristade).
Namnen är exempel på den germanska namntraditionen där Björns tre söner fått namn med -björn som senare led. Korset i ristningens centrum betyder att Björns släkt, liksom nästan alla 1000-talets runstensbeställare, var kristen. 

## Runhällen
Runhällen blev känd för forskningen år 1884 genom en anmälan till Riksantikvarien och undersöktes första gången år 1888. När man målade upp ristningen på nytt i augusti 2007 omtolkades textens sista ord till Östen. Denne runmästare har även signerat Holmfastristningen vid Holmfastvägen i Södertälje, samt den år 2007 påträffade Bornhuvudristningen vid Vitsand i Salems socken.

## Placering
Ristningen som skapades på 1000-talet är placerad vid sjöleden från Södertälje inåt Mälaren för att den skulle vara väl synlig för passerande sjöfarare. Runorna är därför ovanligt stora för att kunna läsas från sjön. Denna ristning kunde under många generationer läsas av dem som färdades med båt till och från Södertälje och vidare till Uppsala, Sigtuna, Adelsö och andra platser kring Mälaren.

## Landhöjningen
Då ristningen gjordes låg den cirka två meter över vattenytan men genom landhöjningen ligger den nu på fem meters höjd. 

## Bildgalleri

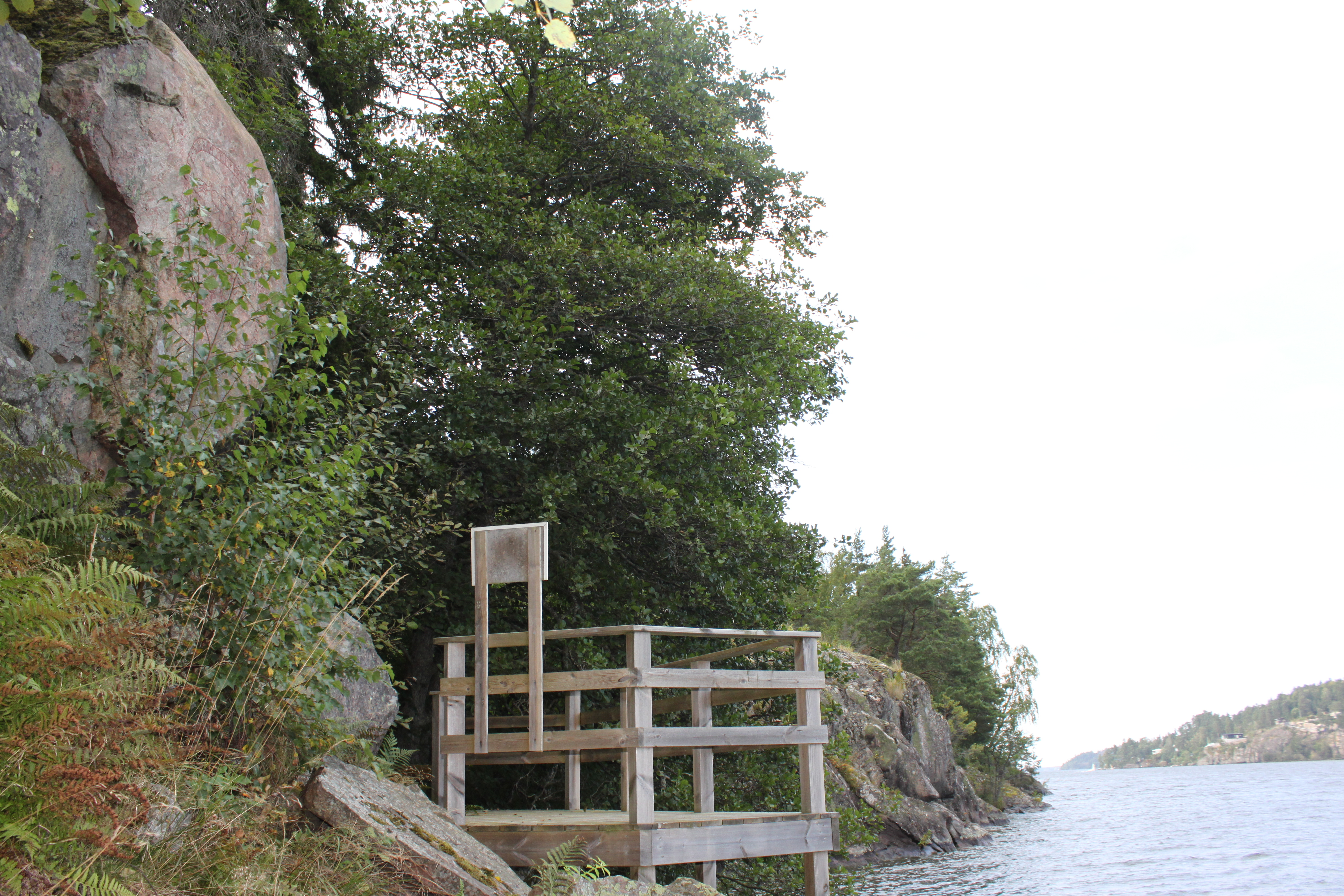
Sö 344 vid Mälaren.
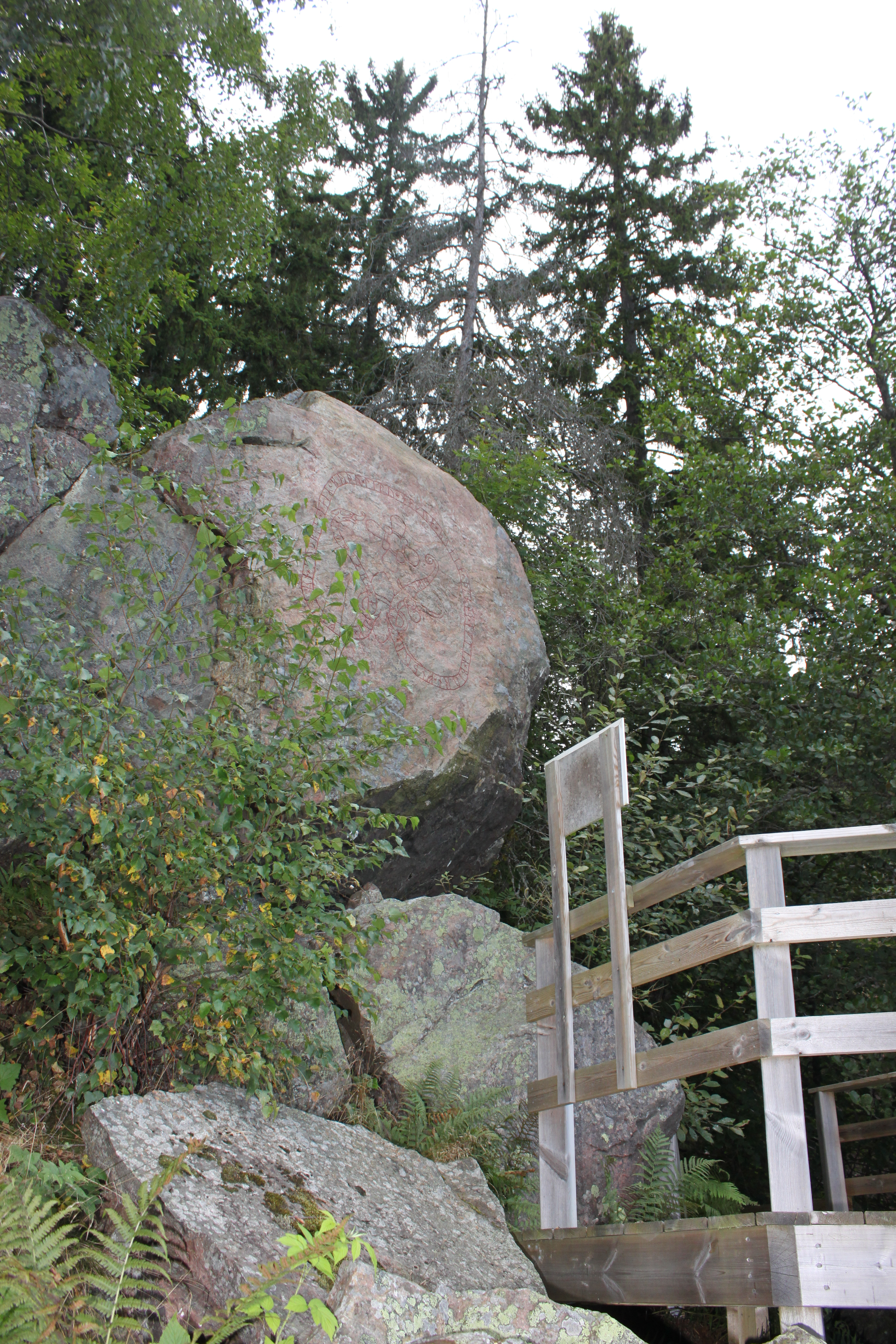
Översikt av Sö 344.
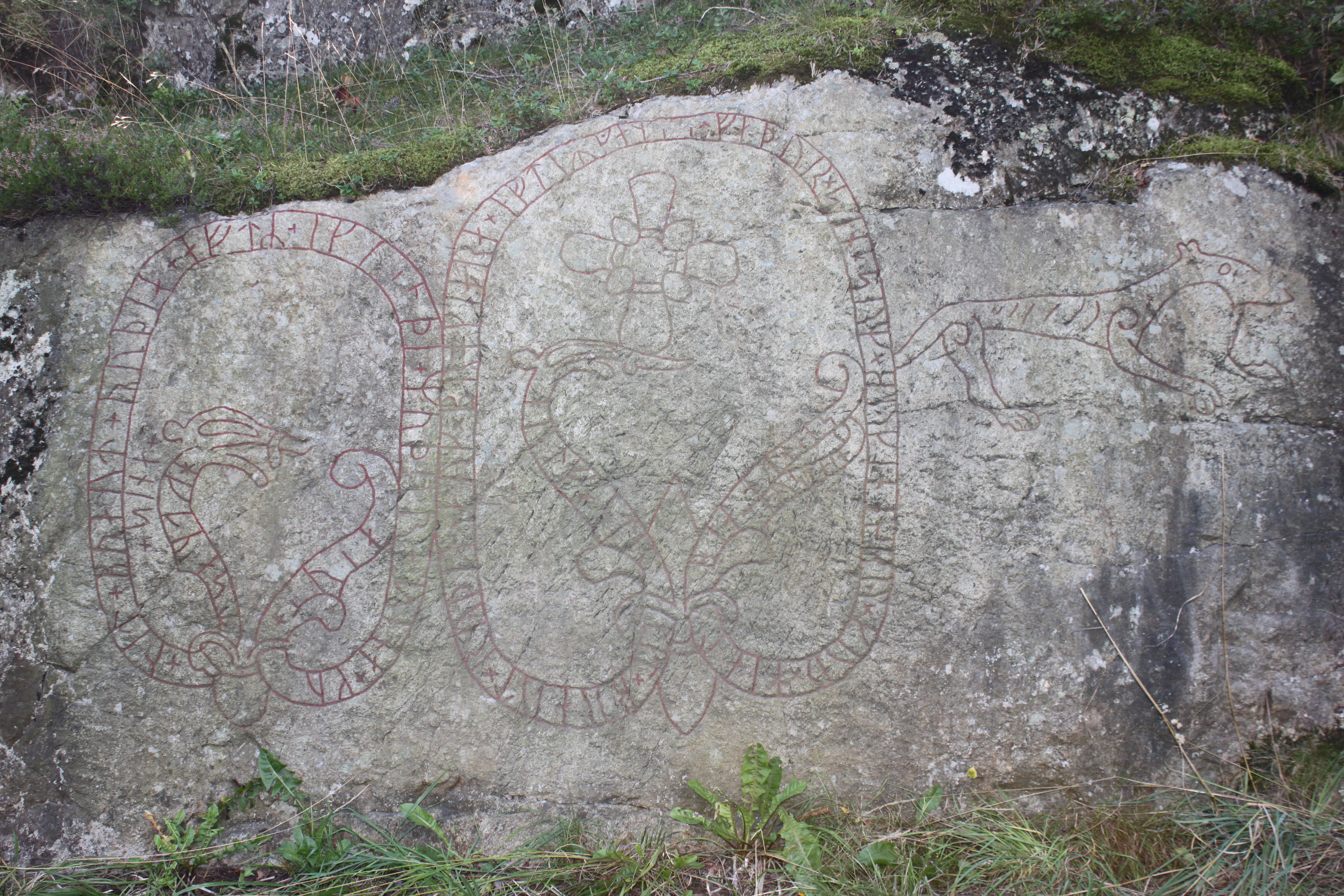
Holmfastristningen, likaså skapad av Östen.
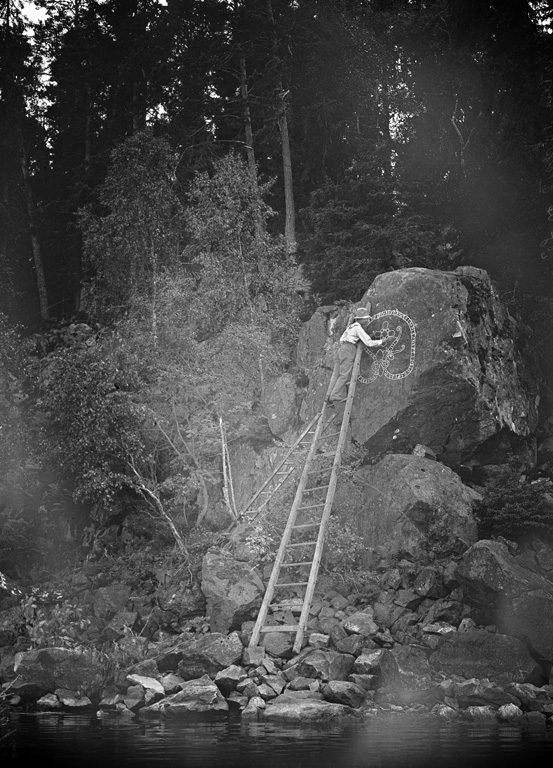
Filologen och ortnamnsforskaren Elias Wessén fyller i inskriptionen 1930.